# 윤균상 (1987년)
윤균상( 1987년 3월 31일~ )은 대한민국의 배우이다.

## 학력
- 전주서문초등학교 (졸업)
- 전주서신중학교 (졸업)
- 전주영생고등학교 (졸업)
- 세한대학교 뮤지컬학과 (졸업)

## 드라마
- 2012년 SBS 월화 특별기획 드라마 《신의》 ... 덕만 역
- 2014년 tvN 금토드라마 《갑동이》 ... 막내 형사 역
- 2014년 SBS 드라마 스페셜 《피노키오》 ... 기재명 역
- 2015년 SBS 주말드라마 《너를 사랑한 시간》 ... 차서후 역
- 2015년 SBS 월화 특별기획 대하드라마 《육룡이 나르샤》 ... 무휼 역
- 2016년 SBS 월화드라마 《닥터스》... 정윤도 역
- 2016년 중국 소후 닷컴 & SBS 20부작 드라마 《고호의 별이 빛나는 밤에》 ... 경찰 역 (특별출연)
- 2017년 MBC 월화 특별기획 드라마 《역적 : 백성을 훔친 도적》 ... 홍길동 역
- 2017년 SBS 드라마 스페셜 《당신이 잠든 사이에》 ... 닭살커플 남 역 (특별출연)
- 2017년 SBS 월화드라마 《의문의 일승》 ... 오일승 / 김종삼 역
- 2018년 JTBC 월화드라마 《일단 뜨겁게 청소하라》 ... 장선결 역
- 2019년 SBS 금토드라마 《녹두꽃》 ... 무휼 역 (특별출연)
- 2019년 OCN 수목드라마 《미스터 기간제》 ... 기무혁 / 기강제 역
- 2022년 TVING 오리지널 드라마 《장미맨션》 ... 박민수 역
- 2025년 tvN 토일드라마 《서초동》 … 김지석 역 (3회, 6회, 9회 ~ 10회 특별출연)
- 2025년 JTBC 토일드라마 《신의 구슬》 ... 왕무 역

### 영화
| 연도 | 제목                     | 역할     | 비고   |
| ---- | ------------------------ | -------- | ------ |
| 2013 | 《금지된 장난》          | 현준     | 미개봉 |
| 2013 | 《노브레싱》             | 수영부 1 | 조연   |
| 2015 | 《열정같은소리하고있네》 | 우지한   | 조연   |
| 2023 | 《치악산》               | 이민준   | 주연   |
|      | 《점례는 나의 빛》       | 찬호     |        |

## 그 외 활동

### 텔레비전 프로그램
| 연도 | 방송사 | 제목                               | 역할          | 비고                                           |
| ---- | ------ | ---------------------------------- | ------------- | ---------------------------------------------- |
| 2016 | SBS    | 《런닝맨》                         | 게스트        | 304회 출연 (박신혜, 이성경, 김민석과 동반출연) |
| 2016 | tvN    | 《삼시세끼 - 어촌편3》             | 고정          | 에릭, 이서진과 함께                            |
| 2017 | MBC    | 《설특집 - 오빠생각》              | 게스트        | 채수빈과 동반출연                              |
| 2017 | tvN    | 《삼시세끼 - 바다목장》            | 고정          | 에릭, 이서진과 함께                            |
| 2018 | JTBC   | 《아는형님》                       | 게스트        | 155회 출연 (김유정과 동반출연)                 |
| 2019 | MBC    | 《나 혼자 산다》                   | 무지개 라이브 | 284회                                          |
| 2020 | tvN    | 《신박한 정리》                    | MC            | 신애라, 박나래와 함께                          |
| 2020 | tvN    | 《서울촌놈 - 전주편》              | 게스트        | 9회 ~ 10회 출연 (소이현, 데프콘과 동반출연)    |
| 2020 | JTBC   | 《갬성캠핑》                       | 게스트        | 9회 ~ 10회 (양세형, 양세찬, 한윤서와 동반출연) |
| 2021 | SBS    | 《미운우리새끼》                   | 스페셜MC      | 224회                                          |
| 2021 | SBS    | 《꼬리에 꼬리를 무는 그날 이야기》 | 게스트        | 5회, 2021년 11월 18일 방송분 출연              |
| 2021 | MBC    | 《방과후 설렘》                    | 진행          | 2021년 11월 28일 ~ 2022년 2월 27일, 12부작     |
| 2022 | tvN    | 《코미디 빅리그》                  | 게스트        | 1월 8일, 439회 방송분 출연                     |
| 2022 | SBS    | 《미운 우리 새끼》                 | 게스트        | 5월 29일, 294회 방송분 출연                    |
| 2022 | SBS    | 《꼬리에 꼬리를 무는 그날 이야기》 | 게스트        | 31회, 2022년 6월 9일 방송분 출연               |
| 2022 | tvN    | 《줄 서는 식당》                   | 게스트        | 23회                                           |
| 2022 | tvN    | 《텐트 밖은 유럽》                 | 고정출연      | 8월 3일 ~ 9월 28일                             |
| 2023 | tvN    | 《텐트 밖은 유럽 - 노르웨이 편》   | 고정출연      | 5월 11일 ~ 7월 13일                            |
| 2024 | E채널  | 《토요일은 밥이 좋아》             | 게스트        | 6월 8일 방송분 출연                            |

### 뮤직 비디오
| 연도 | 가수       | 제목       | 비고 |
| ---- | ---------- | ---------- | ---- |
| 2013 | 왓위민원트 | 궁금해졌어 |      |
| 2014 | 유니크노트 | Girlfriend |      |
| 2020 | 안예은     | 능소화     |      |

### 광고
| 연도 | 기업명           | 제품명                                      | 종류       |
| ---- | ---------------- | ------------------------------------------- | ---------- |
| 2011 | 현대그룹         | 현대그룹 PR                                 | 기업       |
| 2015 | 우리홈쇼핑       | 케네스콜                                    | 쇼핑몰     |
| 2015 | 기아자동차       | K3 - 폰 스펙 게임 편                        | 자동차     |
| 2016 | 에뛰드           | 에뛰드 베리딜리셔스                         | 화장품     |
| 2016 | 퍼펙트월드코리아 | 무신                                        | 모바일게임 |
| 2016 | 한국GM           | 쉐보레 크루즈                               | 자동차     |
| 2017 | 카오리온         | 핫앤쿨 쌍둥이 모공팩                        | 화장품     |
| 2017 | 스카이라인게임즈 | 군왕                                        | 모바일게임 |
| 2017 | (주)엔터식스     | 엔터식스                                    | 패션쇼핑몰 |
| 2017 | SC제일은행       | SC제일은행                                  | 금융       |
| 2017 | 더네이쳐홀딩스   | 내셔널지오그래픽 어패럴                     | 의류       |
| 2017 | 한국 야쿠르트    | 잇츠온 × 삼시세끼 바다목장 편 (풋티지 광고) | 식품       |
| 2019 | 후시크리에이티브 | 후시워터                                    | 종이팩 물  |
| 2020 | 후시크리에이티브 | 후시펫                                      | 애완용품   |
| 2020 | (주)KST Mobility | 마카롱택시                                  | 대중교통   |

## 기타 활동
- 2022년 전라북도 전주시 홍보대사
- 2023년 환경부 홍보대사

## 수상 및 후보
| 연도 | 시상식                             | 부문                             | 작품                            | 결과 |
| ---- | ---------------------------------- | -------------------------------- | ------------------------------- | ---- |
| 2015 | SBS 연기대상                       | 뉴스타상                         | 너를 사랑한 시간, 육룡이 나르샤 | 수상 |
| 2016 | 제11회 아시아 모델 페스티벌 시상식 | 모델 스타상                      | 빈칸                            | 수상 |
| 2016 | 제5회 아시아태평양 스타 어워즈     | 남자 신인연기상                  | 닥터스                          | 수상 |
| 2016 | 제29회 그리메상                    | 신인연기자상                     | 육룡이 나르샤                   | 수상 |
| 2016 | SBS 연기대상                       | 장르드라마부문 남자 우수연기상   | 닥터스                          | 후보 |
| 2017 | 제10회 코리아 드라마 어워즈        | 남자 우수연기상                  | 역적                            | 후보 |
| 2017 | 제1회 더 서울어워즈                | 드라마부문 남우주연상            | 역적                            | 후보 |
| 2017 | MBC 연기대상                       | 월화극부문 남자 최우수연기상     | 역적                            | 후보 |
| 2017 | MBC 연기대상                       | 네티즌이 뽑은 남자 인기상        | 역적                            | 후보 |
| 2017 | SBS 연기대상                       | 월화드라마부문 남자 최우수연기상 | 의문의 일승                     | 후보 |
| 2021 | MBC 방송연예대상                   | 남자 신인상                      | 방과후 설렘                     | 후보 |